# Grogaldern

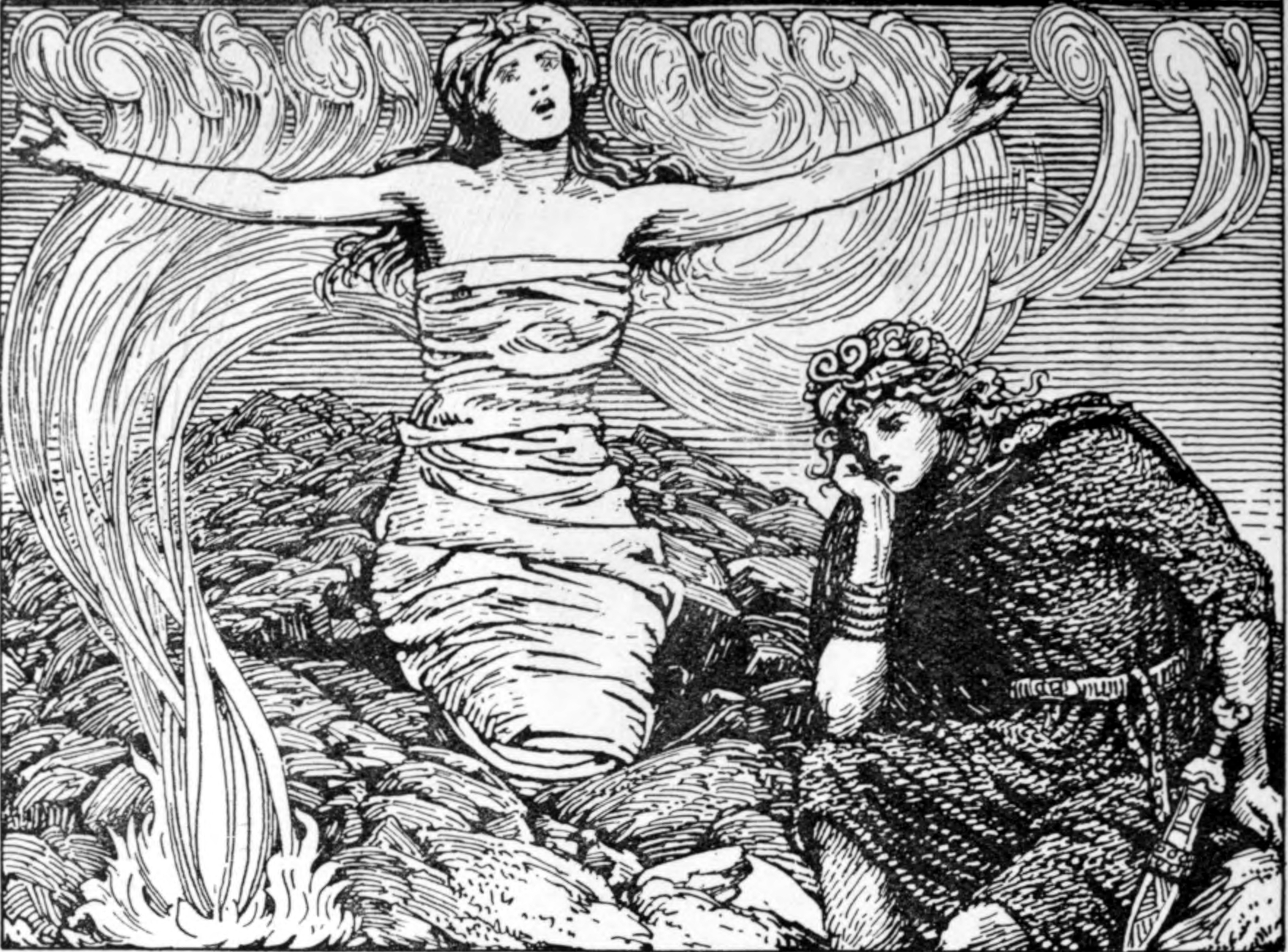
De Völva Gróa en haar zoon bij de grafheuvel
W. G. Collingwood, 1908

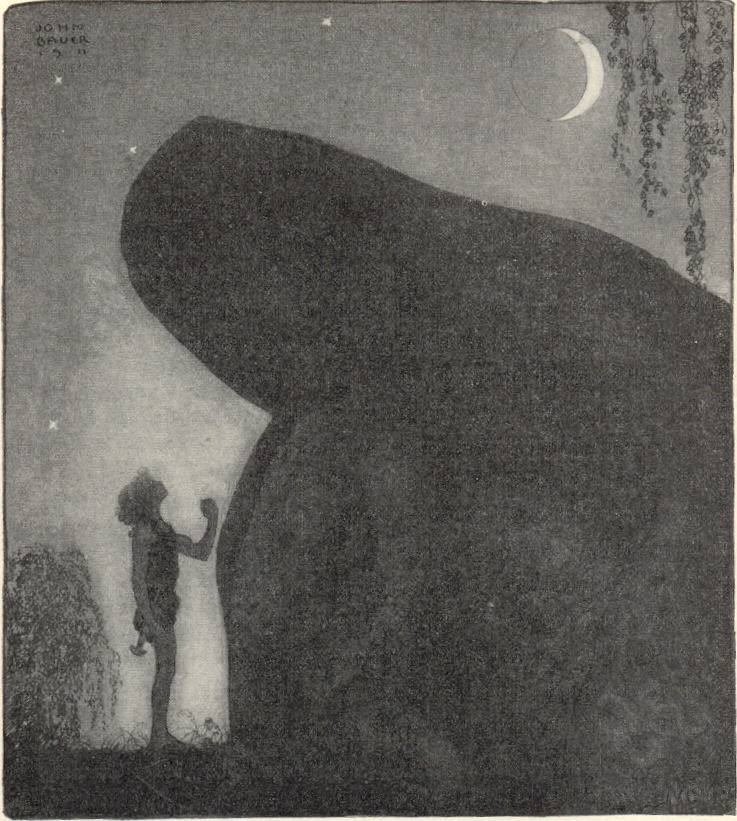
Awake Gróa Awake Mother
John Bauer, 1911

Grógaldr of Grogaldern (de toverformules van Gróa) vertelt samen met Fjölsvinnsmál (Fjölsvinns gedachtewisseling) het verhaal van de Svípdag en zijn Verschijnen als Dag. 
De Oudnoorse liederen werden in ten minste drie manuscripten uit de zeventiende eeuw in omgekeerde volgorde afgedrukt (en gescheiden door Hyndluljóð). Tegenwoordig worden de liederen gepubliceerd als Svipdagsmál. 
Grogaldern is een van de zes gedichten die een vorm van necromancie uit de Noordse mythologie beschrijven.

## Inwijding
In Grogaldern worden de noodzakelijke eigenschappen opgesomd die een kandidaat voor de inwijding moet hebben verkregen. 
Svípdag moet van zijn stiefmoeder Skaði een onmogelijke opdracht uitvoeren; hij moet toegang krijgen tot de zaal van Menglad (zij die een juweel bezit, een naam voor Freya, eigenaar van Brisingamen - de mensheid). Svípdag roept de hulp in van zijn dode moeder (de Völva Groa - kan het je niet schelen dat je je zoon hebt gedwongen om naar de grafheuvel te komen). Hij vertelt over de sluwe vrouw die zijn vader omarmt:
zij heeft mij naar een plaats gestuurd
waar niemand mag komen
om Menglad op te zoeken
Groa staat op uit de wereld der doden en zegt dat zelfs Skuld tevreden zal zijn als Svípdag erin slaagt te krijgen wat hij verlangt. 
Vanaf de rots van vaste aarde zingt de Völva de negen beschermende toverformules toe:
- vrijheid van alle externe druk, ga je eigen weg zonder schuldgevoel (het lied van het geluk wat Rane zong voor Rind)
- zelfbeheersing, bij de donderslagen van Urd
- ongevoeligheid voor de krachtige stromen die naar de gebieden van de dood leiden, de golven zullen zich haasten naar Hel
- het vermogen vijanden om te vormen tot vrienden en negatieve karaktertrekken om te zetten in positieve
- het magische zwaard dat alle ketenen zal verbreken
- de hulp van de elementen van de natuur
- weerstand tegen de "ijskou van de verheven berg"
- bescherming tegen de schaduw van een christelijke vrouw
- de beschikking over woorden met een menselijk gevoel in een woordenwisseling met de om zijn speren befaamde reus